# Inspiration (canção)
"Inspiration" é uma canção do cantor sul-coreano Jonghyun. A canção foi lançada em 9 de dezembro de 2016 pela S.M. Entertainment através do SM Station Season 1.

## Antecedentes e lançamento
No início de dezembro de 2016, anunciou-se que Jonghyun seria o próximo artista a lançar um single para o projeto Station. A canção foi lançada digitalmente em 9 de dezembro pela S.M. Entertainment, alcançando a #19 posição na Billboard World Songs.
"Inspiration" é uma canção de PB R&B com som de EDM, escrita pelo próprio Jonghyun que também participou da composição com IMLAY, um artista coreano de EDM. A canção também apresenta elementos de Soul e Hip-hop.

## Vídeo musical
Em 7 de dezembro de 2016 (KST), a S.M. Entertainment lançou um teaser do vídeo musical de "Inspiration". O teaser apresenta Jonghyun envolto em lençóis finos, enquanto ele olha para a câmera, com imagens em preto e branco e termina com Jonghyun seminu.

## Lista de faixas
| N.º | Título                | Letras        | Música              | Duração |  |
| 1.  | "Inspiration"         | Kim Jong-hyun | Kim Jong-hyun IMLAY | 03:37   |  |
| 2.  | "Inspiration" (Inst.) |               | Kim Jong-hyun IMLAY | 03:37   |  |

## Créditos
Créditos adaptados da página oficial do artista.
- Produção Excecutiva – S.M. Entertainment Co., Ltd.
- Produção – Lee Soo-man
- Vocais de Liderança – Kim Jong-hyun
- Vocais de Fundo – Kim Jong-hyun
- Direção – Kim Jong-hyun
- Composição – Kim Jong-hyun, IMLAY
- Gravação – Jeong Eun-gyeong  @ In Grid Studio
- Edição Digital – Jeong Eun-gyeong  @ In Grid Studio
- Mixagem – Gu Jong-pil (BeatBurger) @ S.M. Yellow Tail Studio
- Masterização – Tom Coyne @ Sterling Sound

## Gráficos
| Gráfico (2016)                     | Melhores posições |
| ---------------------------------- | ----------------- |
| US World Digital Songs (Billboard) | 19                |

## Histórico de lançamento
| Região        | Data                  | Formato          | Gravadora                   |
| ------------- | --------------------- | ---------------- | --------------------------- |
| Mundialmente  | 9 de dezembro de 2016 | Digital download | S.M. Entertainment          |
| Coreia do Sul | 9 de dezembro de 2016 | Digital download | S.M. Entertainment KT Music |